# Social House
Social House è un duo musicale statunitense formatosi nel 2015. È costituito dai cantanti Michael Foster e Charles Anderson.

## Storia del gruppo
Originaria di Pittsburgh, la formazione si è fatta conoscere dopo aver composto e prodotto brani per altri artisti, tra cui Ariana Grande. Hanno visto i loro primi esiti commercialmente per mezzo del loro singolo di debutto Magic in the Hamptons, in collaborazione con Lil Yachty e uscito nel 2018, che è entrato nella Canadian Hot 100 e nella Irish Singles Chart, fermandosi al 25º posto nella Bubbling Under Hot 100 nazionale. Il brano ha ricevuto una certificazione d'argento dalla British Phonographic Industry e una d'oro dalla Recording Industry Association of America, per un totale di 700 000 unità combinate.
Ad inizio 2019 hanno preso parte allo Sweetener World Tour di Ariana Grande come artisti d'apertura, per poi incidere con quest'ultima la hit Boyfriend, che ha conferito al duo la loro prima top ten sia nella Hot 100 statunitense sia nella Official Singles Chart britannica. Il singolo, vincitore dell'MTV Video Music Award alla canzone dell'estate, è stato certificato oro dalla BPI e platino dalla RIAA. Il brano è inoltre contenuto nel primo EP Everything Changed…, che ha segnato la propria entrata nella Billboard 200 e nella Canadian Albums.
Ai Grammy Awards 2020, il premio musicale più prestigioso in ambito musicale degli Stati Uniti d'America, Boyfriend ha ricevuto la nomination in due categorie, di cui una come Registrazione dell'anno. Nello stesso anno hanno annunciato la loro prima tournée internazionale come headliner.

## Discografia

### EP
- 2019 – Everything Changed…

### Singoli
- 2018 – Magic in the Hamptons (feat. Lil Yachty)
- 2018 – Higher
- 2019 – Haunt You
- 2019 – Boyfriend (con Ariana Grande)
- 2020 – Hit Me Back (con Conor Matthews)
- 2022 – Bentley Coupe
- 2022 – Sentimental (con Magic Whatever)
- 2023 – Mine